# Neuilly-sous-Clermont
Neuilly-sous-Clermont é uma comuna francesa na região administrativa de Altos da França, no departamento de Oise. Estende-se por uma área de 7,74 km². Em 2010 a comuna tinha 1 687 habitantes (densidade: 218 hab./km²).